# Самуїл Аба
Самуїл Аба (угор. Aba Sámuel, близько 990 — 5 липня 1044) — нащадок угорських родових ватажків, 1038 року отримав герцогство Нітранське.

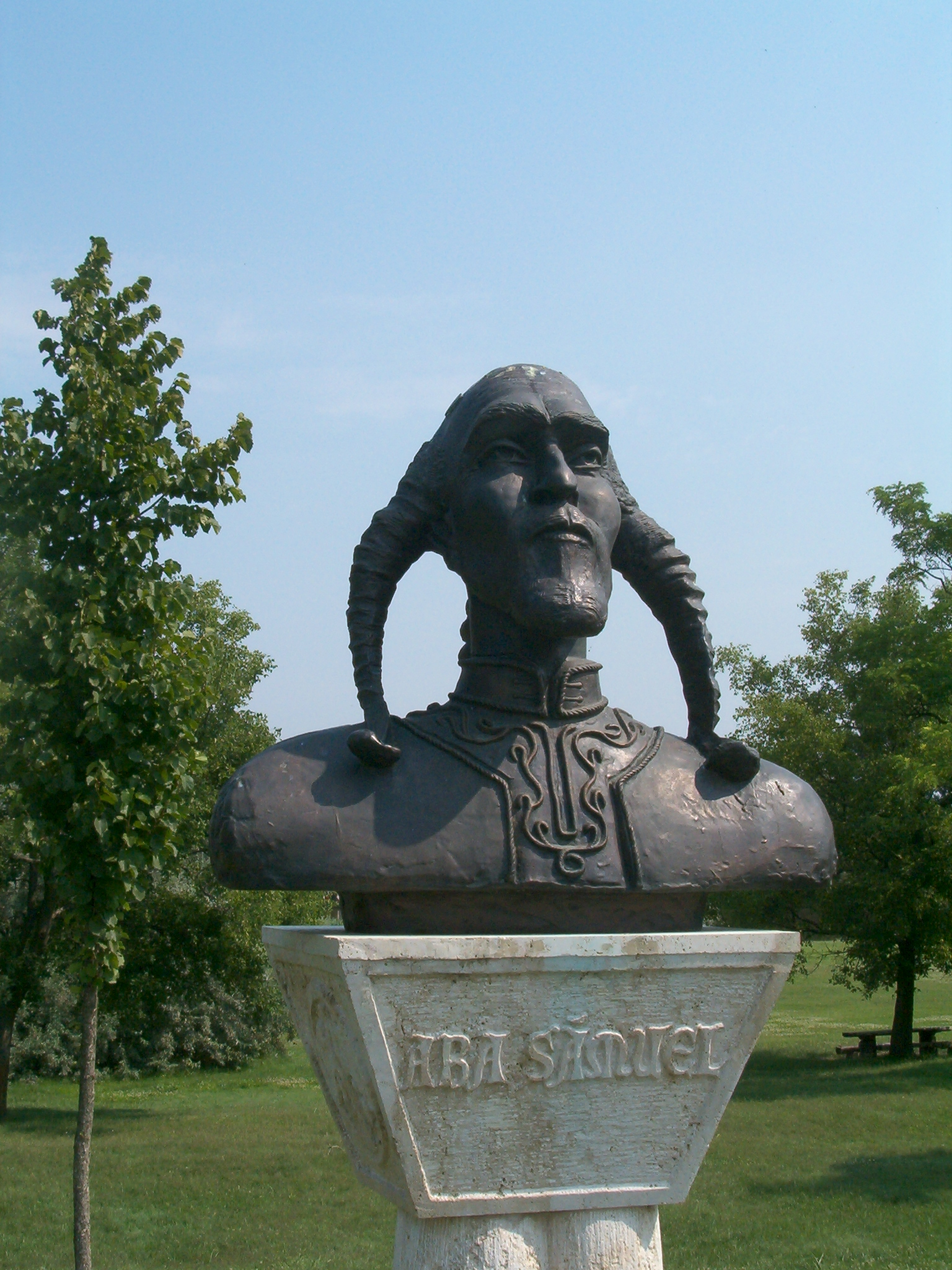
Погруддя Самуїлу Абі в Національному меморіальному парку в Опустасере

Проголошений під час антифеодального повстання 1041 року королем Угорщини. Був одружений із сестрою короля Стефана I Святого. Спираючись на селянство, намагався відновити общинну власність на землю. Стратив багато представників знаті. Загинув 1044 року у битві біля Менфі (Дьйор) з військом імператора Священної Римської імперії Генріха III — союзника угорських феодалів. За іншою версією потрапив у полон, і йому відрубали голову.
Ім'я Самуїла Аби — «селянського короля» — стало прапором угорського селянства в боротьбі проти кріпацтва.